# Associação Vôlei Bauru
A Associação Vôlei Bauru ou simplesmente Vôlei Bauru, por razões de patrocínio, Sesi/Vôlei Bauru, é uma equipe brasileira de voleibol feminino da cidade de Bauru, no estado de São Paulo, que disputa o Campeonato Paulista e a Superliga Série A.

## História
A equipe nasceu em 2005 com a denominação de Luso/IESB, e nos primeiros anos disputou apenas competições não oficiais. Entre 2008 e 2011, foi tetracampeão da Segunda Divisão dos Jogos Abertos do Interior, e em 2009 a equipe tornou-se profissional com a filiação à Federação Paulista de Vôlei. Em 2012, o time foi campeão da Primeira Divisão dos Jogos Abertos do Interior. Em 2013, como Luso/Preve/Concilig, foi campeão do Campeonato Paulista da 1ª Divisão, conseguindo assim, o acesso para a elite do voleibol paulista (Divisão Especial).
Em 2014, o Luso/Preve/Concilig/Semel ficou com vice-campeonato da Superliga B, sendo derrotado na final pela equipe de São José. Ainda em 2014, na primeira participação na elite do Campeonato Paulista, já sob o nome de Concilig/Vôlei Bauru, ficou na sexta colocação. Em 2015, o Concilig/Bauru conquistou a Superliga B, garantindo vaga na elite do voleibol nacional pela primeira vez na sua história. Em seu primeiro ano na elite do vôlei feminino brasileiro, a equipe terminou com a 10ª posição na Superliga 2015-16. 
Em 2016, após uma grande reformulação no elenco, o Concilig/Vôlei Bauru conquistou seu primeiro título de elite no vôlei ao derrotar de virada o Nestlé/Osasco por 3 sets a 2, na decisão da Copa São Paulo de Vôlei. O Vôlei Bauru, ainda conquistou mais dois títulos na temporada: a Copa Santiago Seguros (Copa Bauru) e os Jogos Abertos do Interior na Divisão Especial. Na primeira participação na Copa Brasil, em 2017, já como Genter/Volêi Bauru, o time bauruense ficou com a sétima posição. Na Superliga 2016-17, o Genter/Bauru terminou a fase regular em quinto lugar, se classificando pela primeira vez para os playoffs. Nas quartas, o time bauruense enfrentou o Minas e acabou eliminado por 2 a 0.
A partir da temporada 2018-19, o Vôlei Bauru firmou uma parceria com o SESI, passando a ter o nome fantasia de Sesi/Vôlei Bauru. No Campeonato Paulista de 2018, o Sesi/Bauru fez uma campanha perfeita (nove vitórias em nove jogos) e conquistou seu primeiro título paulista de forma invicta, derrotando no playoff final o tradicional time do Osasco/Audax por dois jogos a zero. Na Copa Brasil de 2019, a equipe bauruense alcançou o quarto lugar, ao bater o Sesc/Rio de Janeiro nas quartas por três sets a dois e ser superado pelo Praia Clube na semifinal pelo mesmo placar. Na Superliga 18-19, o Sesi/Vôlei Bauru fez história ao vencer o Sesc/Rio no playoff quartas de final por 2 a 1, chegando pela primeira vez à semifinal do principal torneio de voleibol feminino do país. Com a vitória, o Bauru quebrou a hegemonia do time carioca, que desde a sua fundação, em 1997, sempre havia figurado, ao menos, entre os semifinalistas da competição. Na semifinal, o Sesi/Bauru não conseguiu superar o forte time do Praia Clube e foi derrotado por dois jogos a zero. O Vôlei Bauru terminou a Superliga 18-19 na quarta colocação. Em 2020, o time bauruense voltou à decisão do Campeonato Paulista. O adversário foi o Osasco/Audax. Após perder o primeiro jogo por 3 sets a 2, o Sesi/Vôlei Bauru venceu o segundo encontro pelo mesmo placar depois de ser derrotado nos dois primeiros sets de partida. No Golden Set foi suplantado por 25 a 22, ficando com o segundo lugar no Paulista de 2020.
Em 2022, o Sesi/Vôlei Bauru conquistou seu primeiro título nacional de elite, ao vencer a Copa Brasil. Para ser campeão, o time bauruense venceu o Sesc Rio/Flamengo, nas quartas de final, por 3 sets a 1; o Praia Clube, na semifinal, por 3 a 0, e o Minas, na decisão, pelo mesmo placar. A conquista da Copa Brasil permitiu ao Sesi/Vôlei Bauru participar, pela primeira vez em sua história, de um certame internacional: o Campeonato Sul-Americano de Clubes de 2022. No torneio, o Vôlei Bauru fez quatro jogos, obtendo duas vitórias e duas derrotas, terminando na terceira colocação.
Ainda em 2022, mas no segundo semestre, o Sesi/Vôlei Bauru conquistou mais dois títulos. O primeiro foi o bicampeonato paulista invicto, batendo o Pinheiros na série decisiva por dois jogos a zero. O segundo, foi o inédito título da Supercopa, ao superar o Minas por três sets a um, em um jogo que marcou a inauguração da nova casa da equipe, o Ginásio Poliesportivo Paulo Skaf, em Bauru.

## Títulos
| Nacionais | Nacionais                         | Nacionais | Nacionais   |
|           | Competição                        | Títulos   | Temporada   |
| --------- | --------------------------------- | --------- | ----------- |
| Brasil    | Supercopa                         | 1         | 2022        |
| Brasil    | Copa Brasil                       | 1         | 2022        |
| Brasil    | Superliga Brasileira Série B      | 1         | 2015        |
| Estaduais |                                   |           |             |
|           | Competição                        | Títulos   | Temporada   |
| São Paulo | Campeonato Paulista               | 2         | 2018 e 2022 |
| São Paulo | Copa São Paulo                    | 1         | 2016        |
| São Paulo | Campeonato Paulista da 1ª Divisão | 1         | 2013        |

### Outros torneios
- Jogos Abertos do Interior: 2016.
- Jogos Abertos do Interior - 2ª Divisão: 4 vezes (2008, 2009, 2010 e 2011).
- Jogos Abertos do Interior - 1ª Divisão: 2012.
- Copa Bauru de Vôlei: 2016.

## Jogadoras ilustres
- Mari Paraíba
- Ana Tiemi
- Valeskinha
- Érika Coimbra
- Brenda Castillo
- Mari
- Arlene
- Paula Pequeno
- Fabíola